# 众数 (数学)
众数（英語：mode）指一组数据中出现次数最多的数据值。例如{8，7，7，8，6，5，5，8，8，8}中，出現最多的是8，因此眾數是8，众数可能是一個數（數據值），但也可能是多個數（數據值）。若數據的數據值出現次數相同且無其他數據值時，則不存在眾數。例如{5，2，8，2，5，8}中，2、5、8出現次數相同且沒有其他數，因此此數據不存在眾數。
在離散概率分布中，众数是指概率质量函数有最大值的數據，也就是最容易取様到的數據。在連續概率分布中，众数是指機率密度函數有最大值的數據（峰值）。
在統計學上，众数和平均數、中位數類似，都是总体或随机变量有關集中趨勢的重要資訊。在高斯分佈（正態分佈）中，眾數為峰值所在的位置，和平均數、中位數相同。但若分佈是高度偏斜分佈，眾數可能會和平均數、中位數有很大的差異。
分佈中的众数不一定只有一個，若概率质量函数或機率密度函數在x1, x2......等多個點都有最大值，就會有多個众数，最極端的情形是離散型均勻分佈，所有的點概率都相同，所有的點都是眾數。若機率密度函數有數個局部最大值，一般會將這幾個極值都稱為众数，此連續機率分佈會稱為多峰分布（和單峰性相反）。
若是對稱的單峰分布（例如正態分佈），眾數和平均數、中位數會重合。若一随机变量是由對稱的总体中產生，可以用取樣的平均值來估計總體的眾數。

## 特征

任意概率密度函數的眾數、中值和均值的幾何可視化.

用众数代表一组数据，适合于数据量较多时使用，且众数不受极端数据的影响，并且求法简便。在一组数据中，如果个别数据有很大的变动，选择中位数表示这组数据的“集中趋势”就比较适合。
當數值或被觀察者沒有明顯次序（常發生於非數值性資料）時特別有用，由於可能無法良好定義算術平均數和中位數。例子：{蘋果，蘋果，香蕉，橙，橙，橙，桃}的眾數是橙。

## 使用
主要用于分类数据，也可用于顺序数据和数值型数据。

## 歷史
众数的英文mode最早是由卡尔·皮尔逊在1895年開始使用。